# Pórtico de Octavio
El Pórtico de Octavio (en italiano: Portico di Ottavio, en latín: Porticus Octavia in circo Flaminio) es un pórtico construido durante la primera mitad del siglo II a. C. en el Campo de Marte de Roma.

## Ubicación
El pórtico se encuentra en el extremo norte del Circo Flaminio, cerca del Teatro de Pompeyo, en línea con el Pórtico de Filipo y el Pórtico de Octavia.  El lugar fue ocupado posteriormente por el Palacio Santacroce.

## Historia
Fue construido entre 168  y 167 a. C. por Cneo Octavio, cónsul romano en 165 a. C., con parte del botín recogido (manubiae) tras la tercera guerra macedónica  para celebrar la victoria naval de Pidna sobre el rey Perseo de Macedonia.
Fue restaurado en 33 a. C.por Augusto, que hizo colocar allí las enseñas tomadas a los dálmatas.

## Descripción
Se trata de un pórtico de influencia griega del tipo porticus duplex, es decir, un pórtico con dos crujías, lo que sugiere que el arquitecto encargado de la obra era probablemente de origen griego. La idea de erigir en Roma un edificio que estaba en boga en ciudades griegas como Priene, Pérgamo y Halicarnaso pudo ser traída por el propio Cneo Octavio tras su viaje propagandístico a Grecia con Cayo Popilio Lenas entre 170 y 169 a. C., durante la guerra contra Perseo.
Su arquitectura era lo suficientemente innovadora en la Roma de la época como para ser caracterizada en los textos por uno de sus rasgos arquitectónicos. Sin embargo, la información proporcionada no es lo suficientemente precisa como para poder reconstruir la planta del pórtico. Pudo ser un pórtico de una sola ala o un cuadripórtico con dos filas de columnas en al menos un ala.
Según Plinio el Viejo, los capiteles, dóricos y corintios, estaban revestidos de bronce. Según la definición de Vitruvio de porticus duplex, las columnas de las dos filas no tienen el mismo orden ni el mismo tamaño. Las columnas de las fachadas debían de ser de orden dórico, mientras que las columnas interiores, más altas, debían de ser de orden corintio. Es posible que los capiteles, descritos como corintios por Plinio el Viejo y que parecen ser una de las principales curiosidades del pórtico, procedieran del botín incautado (spolia) en Pidna o Samotracia tras la victoria sobre Perseo de Macedonia. Este fue uno de los primeros edificios del orden corintio en Roma, lo que explicaría por qué los capiteles se trajeron de vuelta y no se hicieron en Roma, ya que la técnica aún no se había dominado lo suficiente.
| Planimetría del Campo de Marte meridional |
| --- |
| Tíber Navalia Circo Flaminio Teatro de Marcelo T. de Diana T. de la Piedad T. de Jano T. de Juno T. de Speos Templo de Belona Templo de Apolo Sosiano Templo de Júpiter Estator Templo de Juno Regina Pórtico de Octavia Pórtico de Filipo T. de Hércules Pórtico de Octavio Teatro de Balbo Cripta Balbi Pórtico de Minucius T. de las Ninfas Diribitorium T. de Juturna T. de la Fortuna T. de Feronia T. de los Lares Permarini Curia de Pompeyo Pórtico de Pompeyo Teatro de Pompeyo Templo de Venus Victrix Templo de Marte Santuario de Hércules Magnus Custos Templo de Cástor y Pólux Puente Fabricio Isla Tiberina Porticus Maximae T. de Neptuno Divorum Villa Pública Hecatostylum T. de la Fortuna ecuestre Anfiteatro de Estatilio Tauro (?) |